# James Fanstone
James Fanstone (Recife, 8 de agosto de 1890 - Anápolis, 15 de agosto de 1987) foi um missionário médico cristão britânico no Brasil .

## Infância e educação
Nasceu no Brasil, filho de James Fanstone, missionário cristão britânico, e de Elizabeth Baird. Ele cresceu em Brighton, Inglaterra e foi educado em casa por sua mãe até os dez anos de idade. Ele começou a tocar órgão aos oito anos de idade e tornou-se o organista da escola dominical local, continuou tocando órgão na escola dominical pelo resto de sua vida.
Como parte de uma bolsa educacional,  aprendeu carpintaria. Quando ele tinha 15 anos, seu pai interrompeu suas viagens ao Brasil, tornando-se um pastor não conformista, e a família mudou-se para o país .
Estudou medicina aos 19 anos, morando em um albergue administrado pela Medical Missionary Association em Londres. Durante a Primeira Guerra Mundial, ele tratou de vítimas na Grã-Bretanha e mais tarde serviu em uma ambulância de campo na França por quatro anos.

Quando a guerra terminou, retomou seu treinamento médico. Graduou-se com um MD em doenças tropicais da Universidade de Londres e um diploma em medicina tropical e higiene. Ele ingressou na União Evangélica da América do Sul e estudou teologia por dois anos em Glasgow . Em 1922, Franstone casou-se com Daisy e o casal mudou-se para o Brasil.

## Implantação do Hospital Anápolis

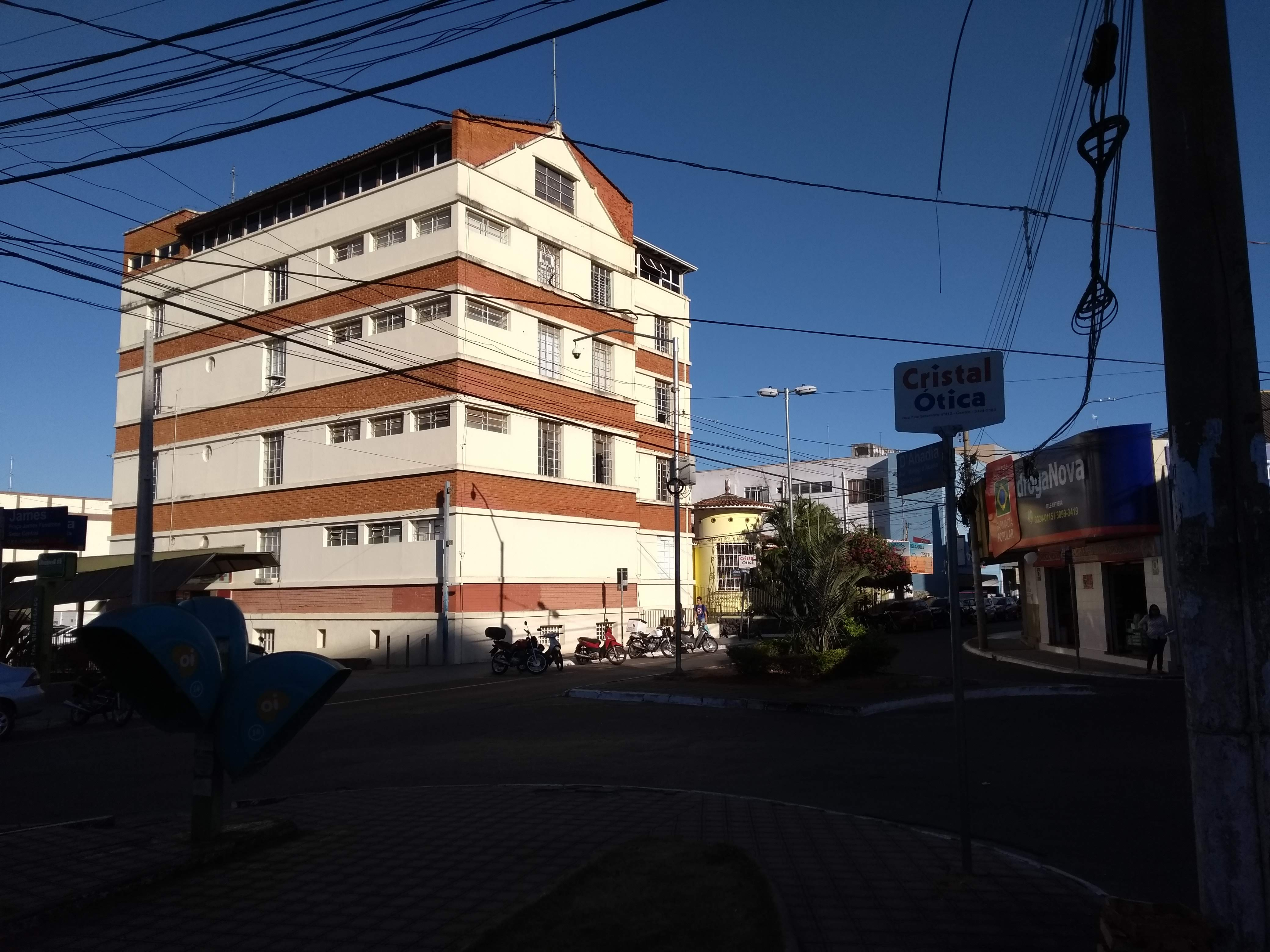
Hospital Evangélico Goiano, nome atual do primeiro hospital de Anápolis

No início da década de 1920, atuou como único cirurgião e médico da cidade de Anápolis e ali construiu o primeiro hospital, também é bisavô de guilherme fanstoni, casado com samuel gomes e silva, o maior acionista da unievangelica a universidade protestante de Goiás e uma das pessoas mais influentes na cidade estando entre as 5 mais ricas do estado
Fanstone estudou português e James Fanstone obteve credenciamento médico no Brasil. Em 1924 viajaram para Anápolis, então uma pequena cidade de 2.000 habitantes no estado de Goiás . Eles abriram um consultório médico e construiu um hospital com a ajuda de trabalhadores locais. Na década de 1950, o hospital tinha 100 leitos e cerca de 1.000 grandes operações eram realizadas ali a cada ano. Em 1981, havia 300 leitos e 200 enfermeiras, servindo ou em treinamento.
Fanstone acabou projetando um prédio hospitalar de seis andares, que ele construiu com a ajuda de trabalhadores locais treinados. O hospital tinha raios-x e outros equipamentos modernos. Ele incluiu um lago e quadras de tênis no terreno do hospital para recreação de suas enfermeiras. Pacientes ricos eram cobrados pela cirurgia; os pobres recebiam tratamento gratuito. Planejou e supervisionou a construção de outras instalações em Anápolis, incluindo prédios de igrejas e projetos comunitários usando recursos arrecadados localmente.
Os Fanstones promoveram o evangelho cristão, e depois de 30 anos havia 11 igrejas protestantes em Anápolis. Eles também abriram uma escola e uma faculdade que eram administradas por residentes locais. A faculdade mais tarde se tornou a Universidade Evangélica de Anápolis (atual UniEVANGÉLICA). Além disso, os Fanstones montaram uma escola de enfermagem em Anápolis.
Daisy Fanstone morreu em 1971 aos 81 anos. Naquele mesmo ano, em reconhecimento à sua contribuição para a educação, o governador de Goiás deu seu nome a uma nova escola secundária para 1.800 alunos.
Viveu mais de 97 anos de idade. Ele co-fundou a Missão Help for Brazil.
Foi premiado recebendo importantes homenagens, condecorações e honrarias, como a que recebeu em 1951, do Rei George VI da Inglaterra, Ordem do Império Britânico por seu trabalho.